# Bloemenmarkt

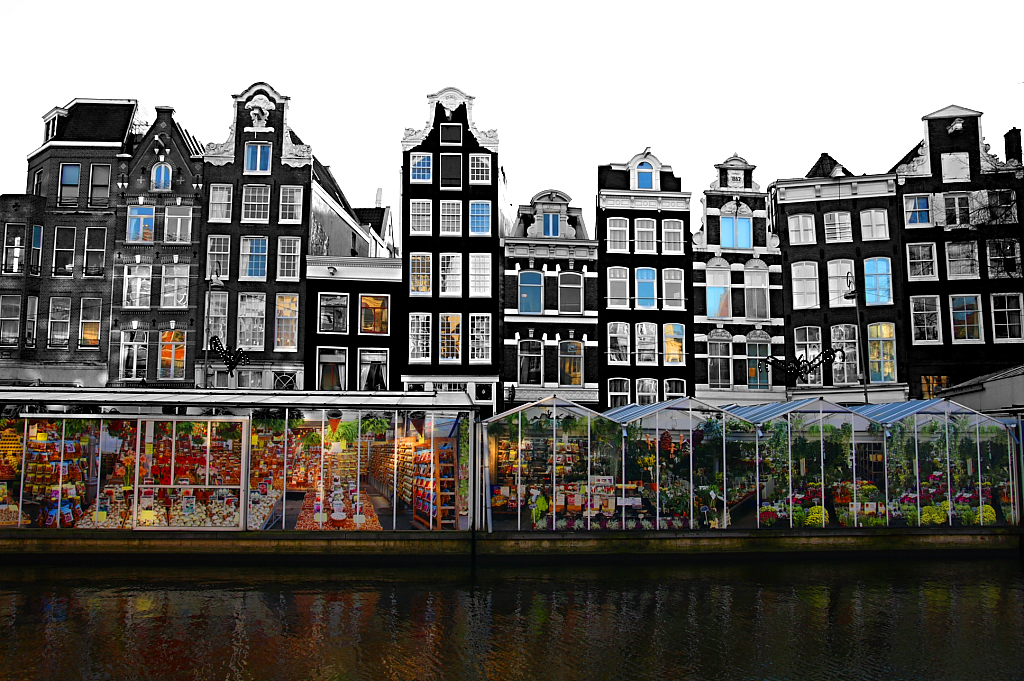
Veduta del Bloemenmarkt dal Singel

Il Bloemenmarkt è l'unico mercato dei fiori galleggiante al mondo.
Il mercato è stato fondato nel 1862 e si trova ad Amsterdam sul Singel tra Muntplein e Koningsplein nella cintura di canali a sud della città. 
Nel Bloemenmarkt ci sono 15 fioristi e negozi di giardinaggio e la merce è esposta su barconi galleggianti, retaggio di un passato quando fiori e piante arrivavano sui barconi.